# Taux de pauvreté
Le taux de pauvreté représente le nombre de personnes vivant sous le seuil de pauvreté pour une population donnée. Il existe plusieurs définitions du seuil de pauvreté.

## Seuil de pauvreté
« Le taux de pauvreté correspond à une proportion de la population qui vit avec un revenu disponible inférieur au seuil de pauvreté. »
Ce seuil de pauvreté correspond à un pourcentage du revenu médian national et est donc différent selon les pays. Il était par exemple, en 2011, pour le taux de 60 % du revenu médian, de 882 euros par mois au Royaume-Uni et de 616 euros en Espagne.
Par convention, on utilise principalement le seuil de 60 % du revenu médian (pauvreté), mais on utilise parfois le seuil de 50 % voire celui de 40 % (très grande pauvreté).
| Pays               | Taux de 60% (Pauvreté) | Taux de 50 % | Taux de 40% (Très grande pauvreté) |
| ------------------ | ---------------------- | ------------ | ---------------------------------- |
| Norvège            | 1 286 €                | 1 072 €      | 857 €                              |
| Autriche           | 1 025 €                | 854 €        | 683 €                              |
| Suède              | 985 €                  | 820 €        | 656 €                              |
| Pays-Bas           | 950 €                  | 792 €        | 634 €                              |
| Allemagne          | 950 €                  | 792 €        | 633 €                              |
| France             | 935 €                  | 779 €        | 623 €                              |
| Danemark           | 933 €                  | 778 €        | 622 €                              |
| Belgique           | 916 €                  | 764 €        | 611 €                              |
| Finlande           | 910 €                  | 758 €        | 607 €                              |
| Royaume-Uni        | 882 €                  | 735 €        | 588 €                              |
| Italie             | 780 €                  | 650 €        | 520 €                              |
| Espagne            | 616 €                  | 513 €        | 411 €                              |
| République tchèque | 509 €                  | 424 €        | 339 €                              |
| Grèce              | 497 €                  | 415 €        | 332 €                              |
| Portugal           | 478 €                  | 398 €        | 319 €                              |
| Pologne            | 426 €                  | 355 €        | 284 €                              |
| Hongrie            | 369 €                  | 308 €        | 246 €                              |
| Bulgarie           | 290 €                  | 241 €        | 193 €                              |
| Roumanie           | 180 €                  | 150 €        | 120 €                              |

## Europe
Selon Eurostat, 84 millions de personnes, soit 16,9 % des européens, vivaient en 2011 sous le seuil de pauvreté. Les pays les plus pauvres sont fortement touchés par la crise économique, avec un taux de chômage très élevé, notamment chez les jeunes.
En 2011, le taux de pauvreté moyen des 27 pays européens, au seuil à 60 % du revenu médian national, est de 16,9 % et celui des plus élevés, sont, :
| Pays                          | Taux de 60% (Pauvreté) | Taux de 50 % | Taux de 40% (Très grande pauvreté) |
| ----------------------------- | ---------------------- | ------------ | ---------------------------------- |
| Grèce                         | 23,1 %                 | 16,0 %       | 10,6 %                             |
| Espagne                       | 22,2 %                 | 15,3 %       | 10,5 %                             |
| Italie                        | 19,4 %                 | 12,2 %       | 7,7 %                              |
| Portugal                      | 17,9 %                 | 11,5 %       | 6,6 %                              |
| Pologne                       | 17,1 %                 | 10,5 %       | 5,5 %                              |
| Moyenne des 27 pays Européens | 16,9 %                 | 10,3 %       | 5,8 %                              |
| Royaume-Uni                   | 16,2 %                 | 9,3 %        | 5,2 %                              |
| Allemagne                     | 16,1 %                 | 9,6 %        | 4,2 %                              |
| Belgique                      | 15,0 %                 | 8,0 %        | 3,7 %                              |
| Suède                         | 14,1 %                 | 7,8 %        | 4,2 %                              |
| France                        | 14,1 %                 | 6,9 %        | 3,2 %                              |
| Hongrie                       | 14,0 %                 | 8,2 %        | 3,7 %                              |
| Danemark                      | 13,1 %                 | 7,7 %        | 5,0 %                              |
| Norvège                       | 10,1 %                 | 5,7 %        | 3,4 %                              |
| Pays-Bas                      | 10,1 %                 | 5,2 %        | 2,4 %                              |